# Tanque Novo
Tanque Novo is een gemeente in de Braziliaanse deelstaat Bahia. De gemeente telt 16.466 inwoners (schatting 2009).

## Aangrenzende gemeenten
De gemeente grenst aan Botuporã, Caetité, Igaporã, Livramento de Nossa Senhora, Macaúbas en Paramirim.